# Cyclamen coum
Dvärgcyklamen (Cyclamen coum) är en viveväxtart, som ingår i släktet cyklamensläktet, och familjen viveväxter. Arten odlas som trädgårdsväxt i Norden och blommar tidigt på våren i flera nyanser från ljusrosa till rödvit, och är frosttålig. Vildarten har mycket variabel bladform och växer vild i norra Turkiet och Kaukasus längs Svarta havets kuster utom den nordligaste. Som hos alla cyclamenarter är kronbladen nedåtriktade innan blomman slår ut, men viks sedan uppåt-bakåt. Den har ingen stark lukt, men i varmt väder har den en doft, som lätt påminner om gullvivans.
Blomskaften "krullar" sig runt frukten under mognaden. 

## Underarter
Arten delas in i följande underarter:
- C. c. albissimum
- C. c. caucasicum
- C. c. coum
- C. c. elegans
- C. c. parviflorum
- C. c. trochopteranthum

## Bildgalleri

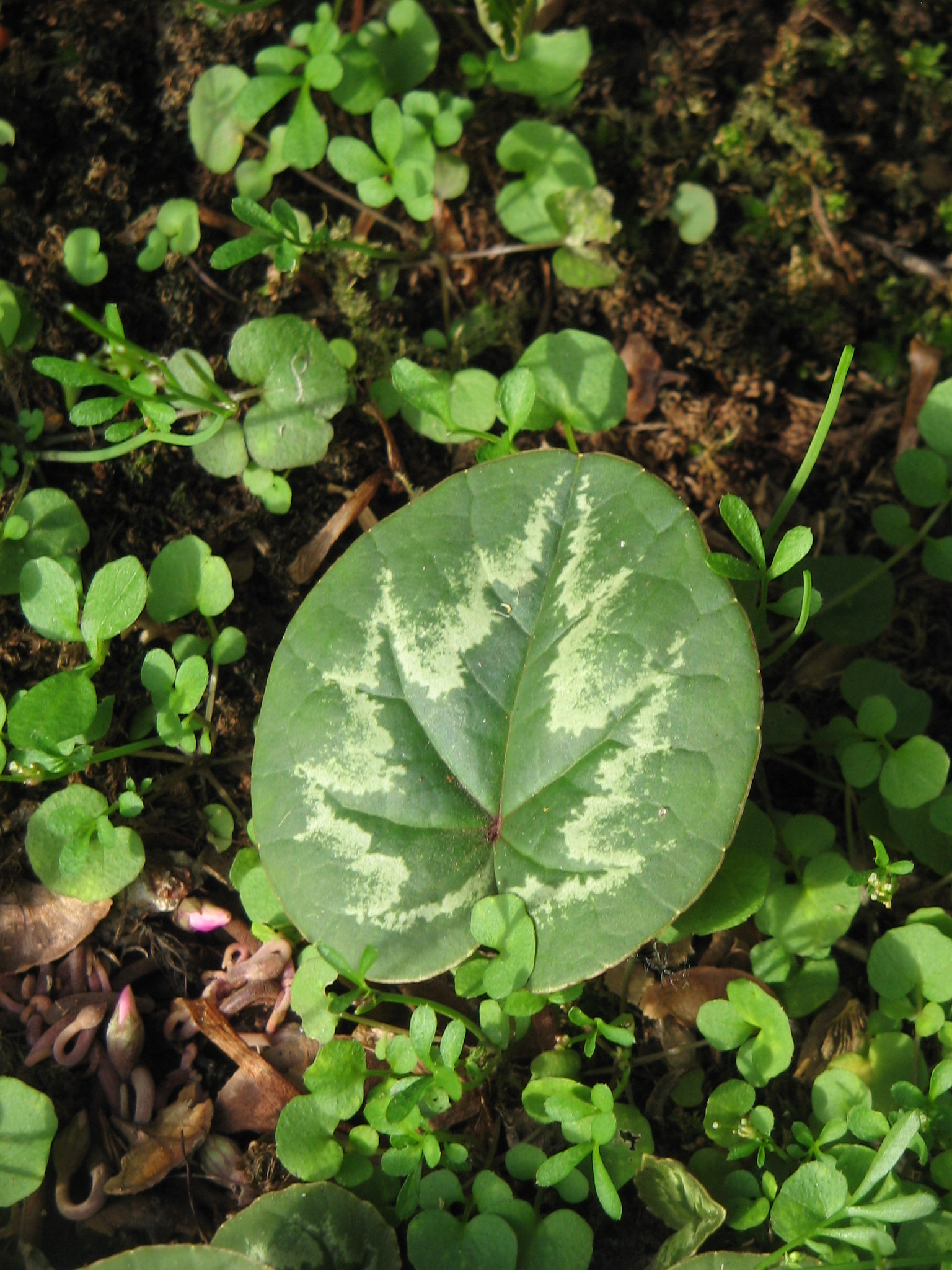
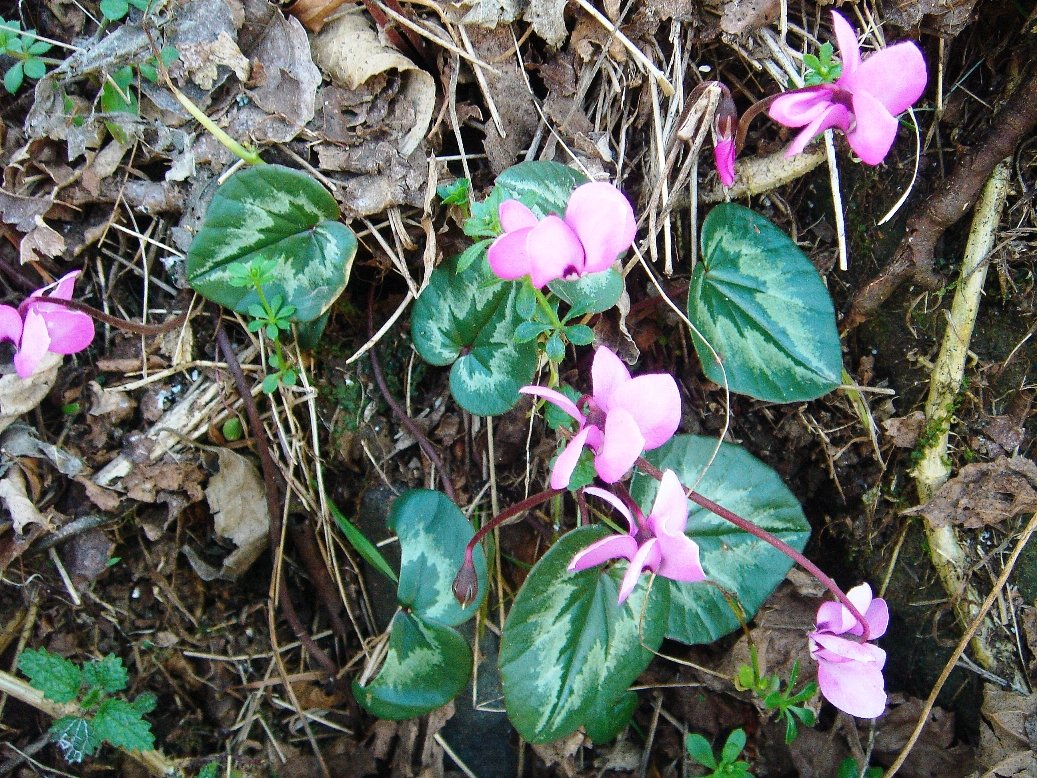
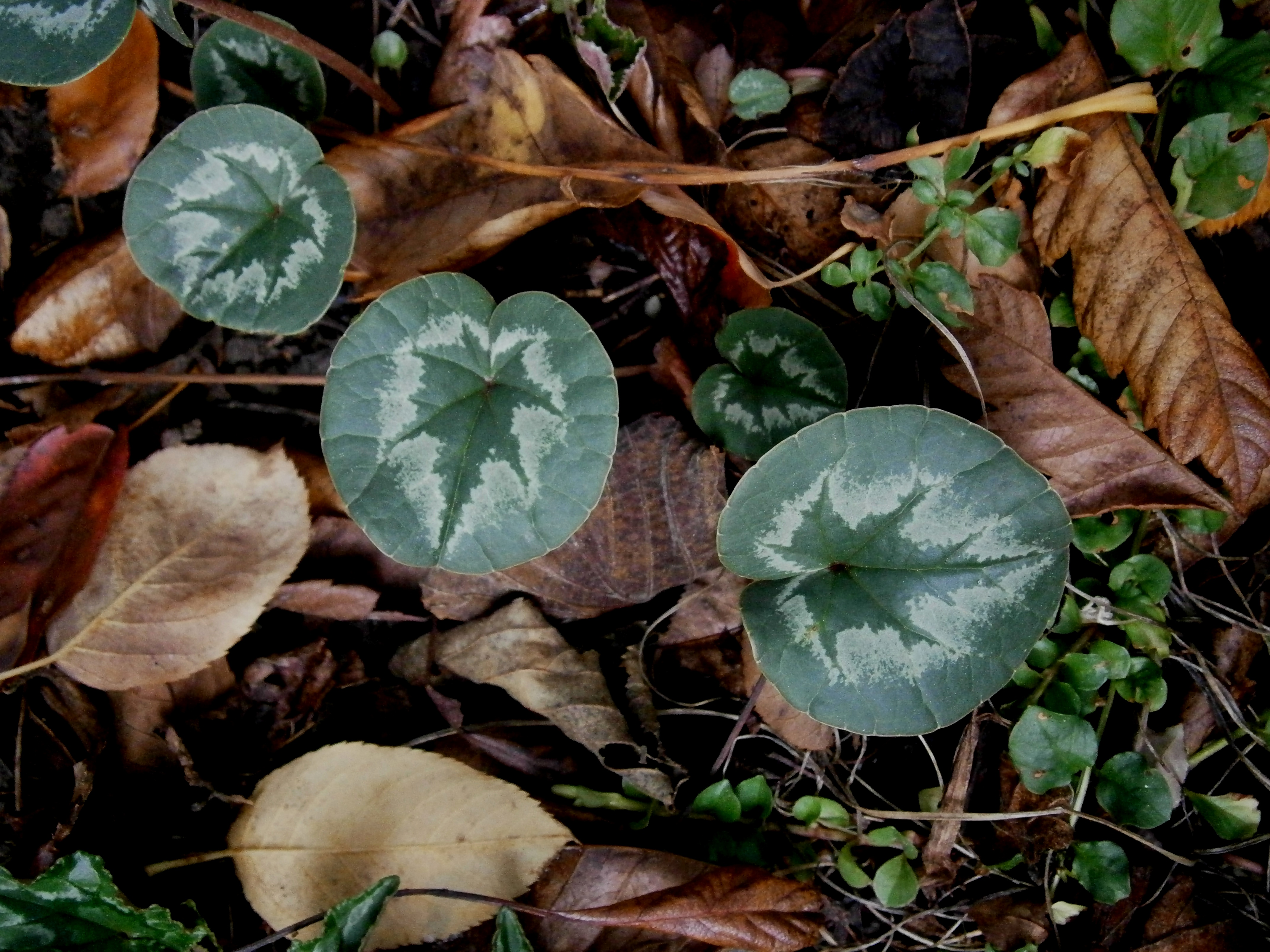
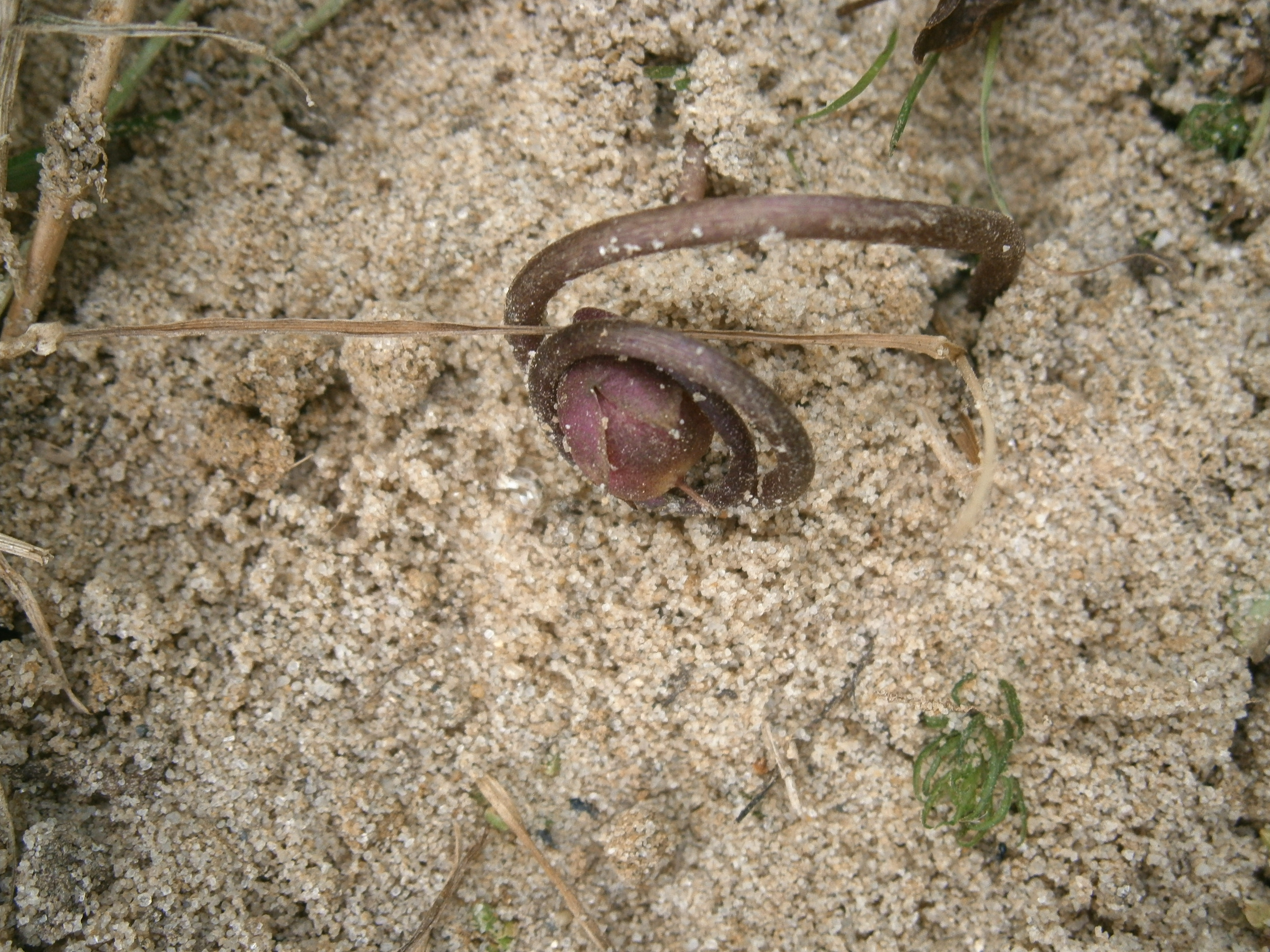
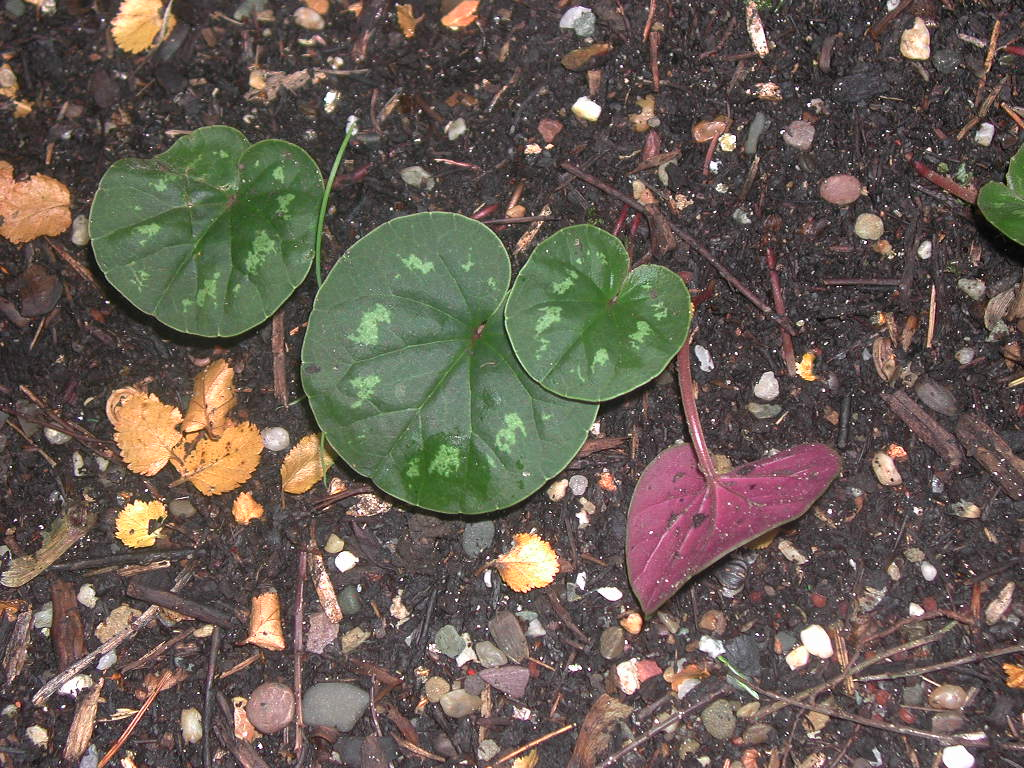
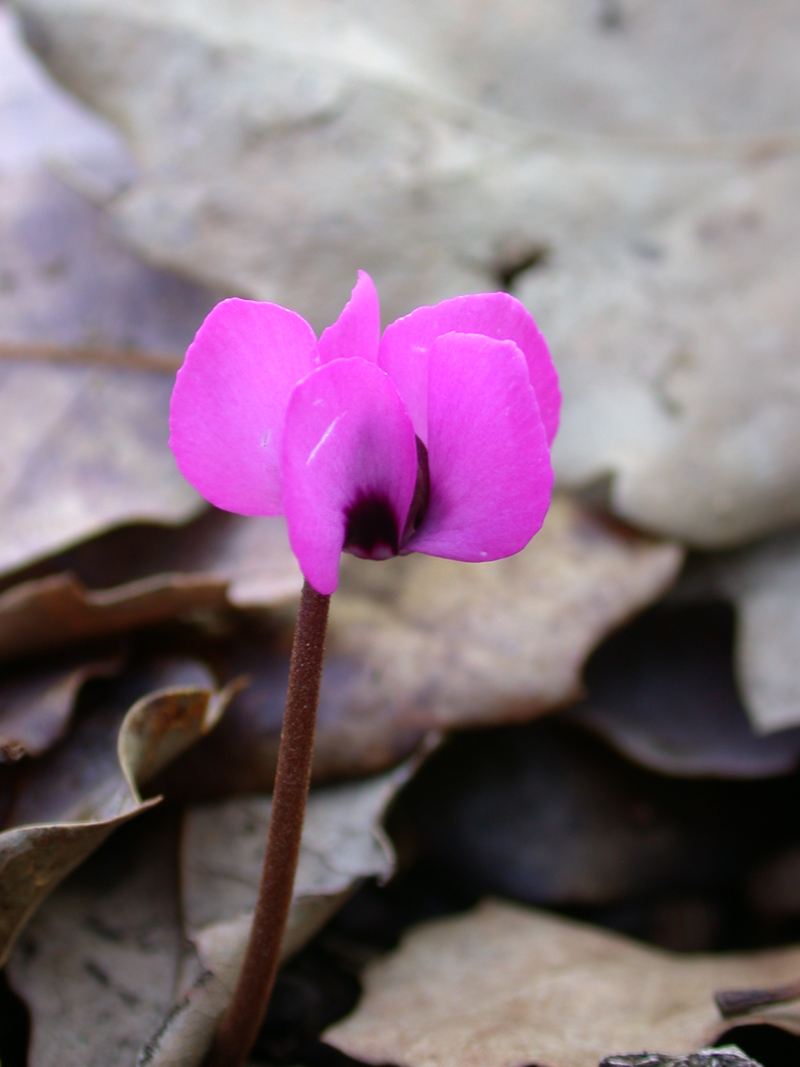